# Opérations aériennes pendant la bataille de Normandie

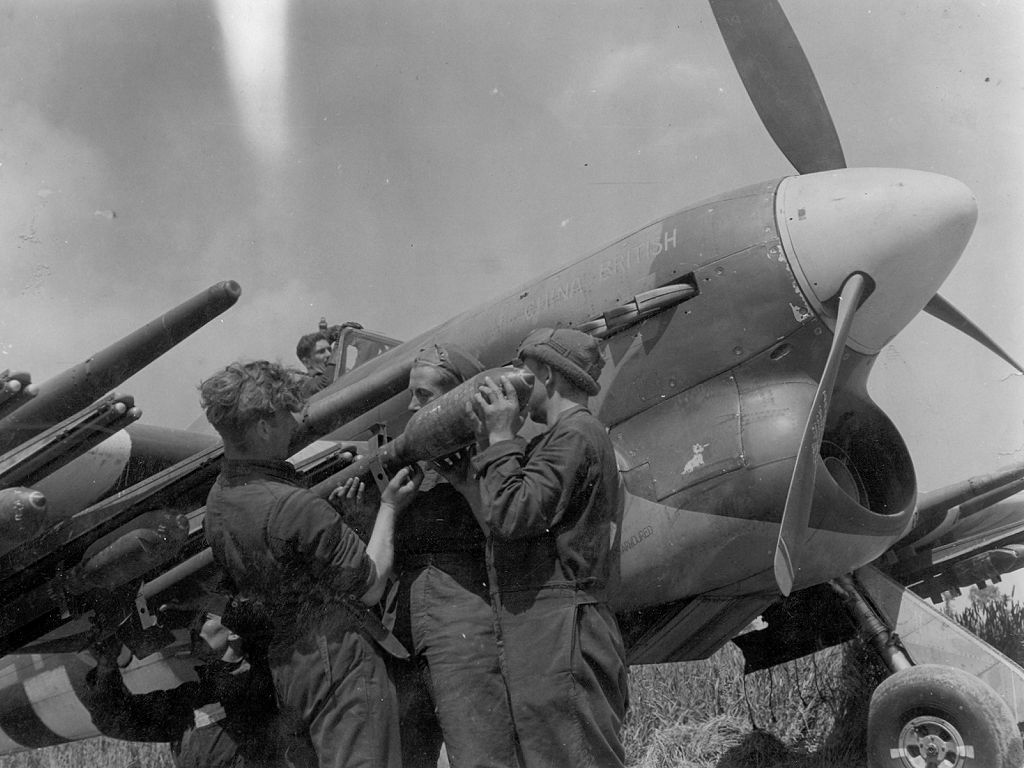
Un Hawker Typhoon est armé avec des roquettes air-sol, Mai 1944.

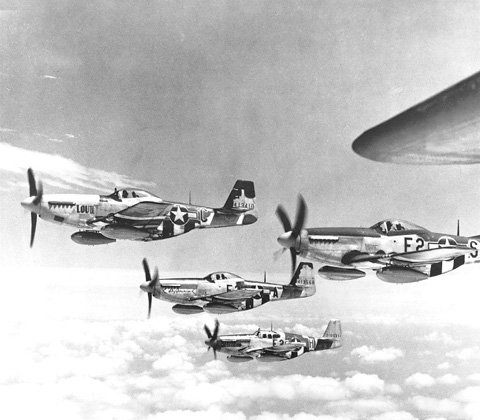
Des North American P-51 Mustangs ornés de « bandes d'invasion », pour les distinguer des avions allemands.

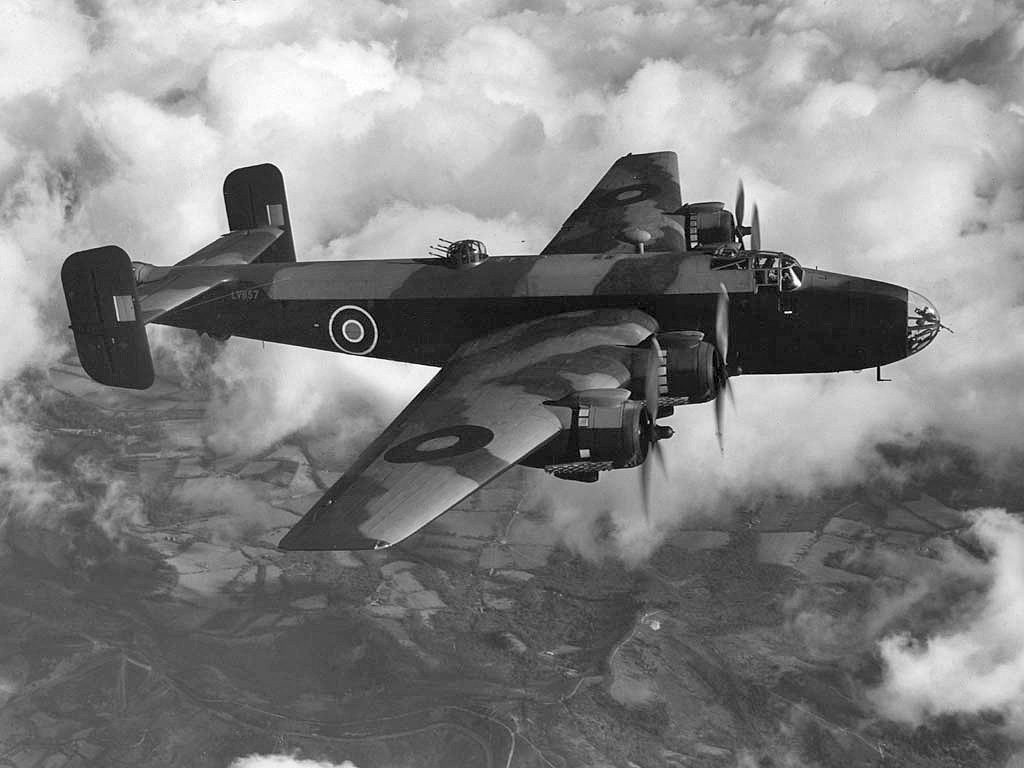
Handley Page Halifax Mark III, bombardier lourd de la RAF, utilisé aussi comme tracteur de planeurs de transport.

Lorsque les Alliés lancent le débarquement de Normandie le jour J (6 juin 1944), ils ont une maitrise quasi absolue du ciel du nord-ouest européen. Les opérations aériennes pendant la bataille de Normandie formeront un élément décisif de cette bataille, même si le bocage normand et l'habile défense allemande ainsi qu'une météo défavorable en limiteront la portée. Elle permettra néanmoins aux Alliés d'empêcher tout mouvement de jour et de concentration de troupes allemandes et d'annihiler leurs capacités offensives, ralentissant considérablement le renforcement du front allemand, puis le réapprovisionnement de leurs troupes. La reconnaissance aérienne, combinée au déchiffrage du code allemand, donnera également un avantage décisif aux Alliés dans le renseignement.
Elle constitue, à côté de la bataille d'Angleterre, de la bataille de Midway, et de la guerre aérienne contre l'Allemagne, une des plus importantes batailles aériennes de la seconde Guerre mondiale.
Plusieurs opérations lourdes de bombardement de centres urbains — comme la destruction de Caen et de Saint-Lô — se révèleront souvent contre-productives, favorisant la défense allemande. C'est néanmoins, avec l'opération Cobra, le bombardement massif en tapis de bombes sur une bande étroite du front qui, le 25 juillet 1944, débloquera la situation et permettra la percée vers Avranches. À la suite de cette percée, l'aviation sera encore massivement sollicitée pour empêcher les troupes allemandes de s'échapper de la poche de Falaise.
La Luftwaffe (armée de l'air) allemande est quasi absente du ciel normand avant et pendant cette bataille. Avant le 6 juin 1944, le jour J, les forces aériennes alliées ont préparé l'invasion, en bombardant les lignes d'approvisionnement et les batteries d'artillerie allemandes, et en parachutant à la Résistance des munitions et de l'équipement. Pendant l'attaque, les chasseurs alliés sécurisent l'espace aérien au-dessus de la zone de débarquement, et les escadrilles de bombardiers attaquent les positions allemandes de l'arrière. Pour la protection de l'armada et des bateaux de ravitaillement, les avions alliés surveillent simultanément la mer contre les sous-marins allemands. Comme les Allemands ont cru à un débarquement dans le Pas-de-Calais, et qu'ils y croient encore un peu en juin 1944, ils ne peuvent aligner que peu de chasseurs contre les Alliés le jour J. Une grande partie des unités a été peu auparavant déplacée vers l'intérieur des terres. Les seules actions posant problème aux Alliés seront les opérations de nuit en baie de Seine contre les navires et les installations portuaires avec principalement le largage de mines.
Après le jour J, les Alliés soutiennent leur offensive terrestre par des bombardements concentrés. Les chasseurs-bombardiers alliés recherchent les unités allemandes en Normandie et leur tirent dessus, afin de les empêcher d'attaquer au sol. L'armée de terre allemande espère se défendre de l'invasion par les « armes miracles » comme les « bombardiers éclair » et les chasseurs à réaction (qui n'ont pas été utilisés en opérations), mais avant tout par l'intervention de divisions blindées aguerries. En outre, l'armée allemande attaque les villes anglaises par les armes de représailles V1 et V2.
Les forces aériennes alliées réussissent à accomplir toutes les tâches qui leur sont assignées, parfois avec retard à cause du mauvais temps comme dans la bataille de Caen. L'étendue des forces mises en jeu n'a jamais été atteinte jusqu'alors, la perte de presque 17 000 hommes d'équipage alliés et de 4 000 avions en moins de trois mois a été le plus lourd sacrifice en hommes et en matériel de l'histoire de la guerre aérienne. L'armée de l'air allemande n'était pas en mesure de s'opposer décisivement à la supériorité alliée. L'essai d'arrêter l'avance alliée par une contre-offensive massive pendant l'hiver 1944, peu propice aux vols, a aussi échoué (bataille des Ardennes, opération Bodenplatte).

## Arrière-plan, planification et situation des adversaires

### Préparation par les Alliés de l'opération Overlord et définition des tâches de l'armée de l'air

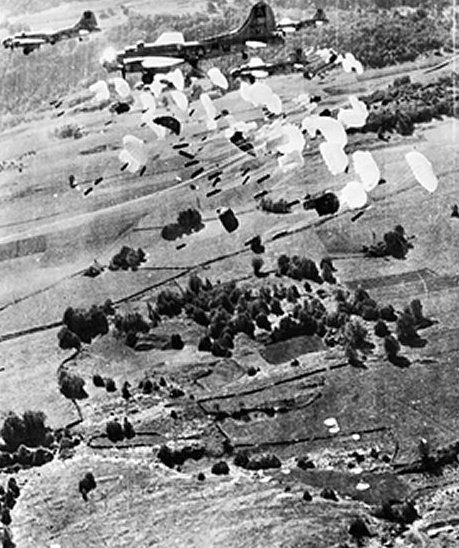
Bombardiers américains B-17 parachutant du matériel d'approvisionnement pour la Résistance en France occupée, 1944.

Le 11 janvier 1944, les attaques alliées directement liées à la préparation de l'opération Overlord commencent. Ces engagements poursuivent en parallèle jusqu'au début de l'invasion les buts suivants :
1. Approvisionnement en armes et matériel de sabotage des groupes de la Résistance en France occupée.
2. Attaque sur les sites de lancement de fusées allemandes avant leur mise en œuvre, sur les côtes de la Manche (opération Crossbow).
3. Attaques contre les installations de transport allemandes dans la future zone de débarquement, notamment les installations des chemins de fer français contrôlées par les Allemands.
4. Attaques contre les installations de l'armée de l'air allemande, en particulier contre les bases de missions de défense du Reich et leurs usines d'assemblage final.

Dès quatre mois avant l'opération Overlord, une série d'attaques aériennes a été menée par les Alliés contre des objectifs sur la côte de la Manche, la côte néerlandaise et à l'intérieur du territoire du Reich, en particulier pour tester la préparation à la défense de l'armée de l'air allemande. De ces opérations, connues par les équipages sous le nom de Big Week, il ressort que les forces aériennes alliées peuvent conquérir la maitrise de l'air partout et toujours.
En outre, en avril 1944, le gisement pétrolier dans la zone d'extraction autour de la ville roumaine de Ploiești et les usines de liquéfaction du charbon allemandes sont attaquées, ce qui conduira à un manque de carburant pour les avions, et à une restriction supplémentaire à la liberté de mouvements de l'armée de l'air.

### Forces armées aériennes alliées participantes

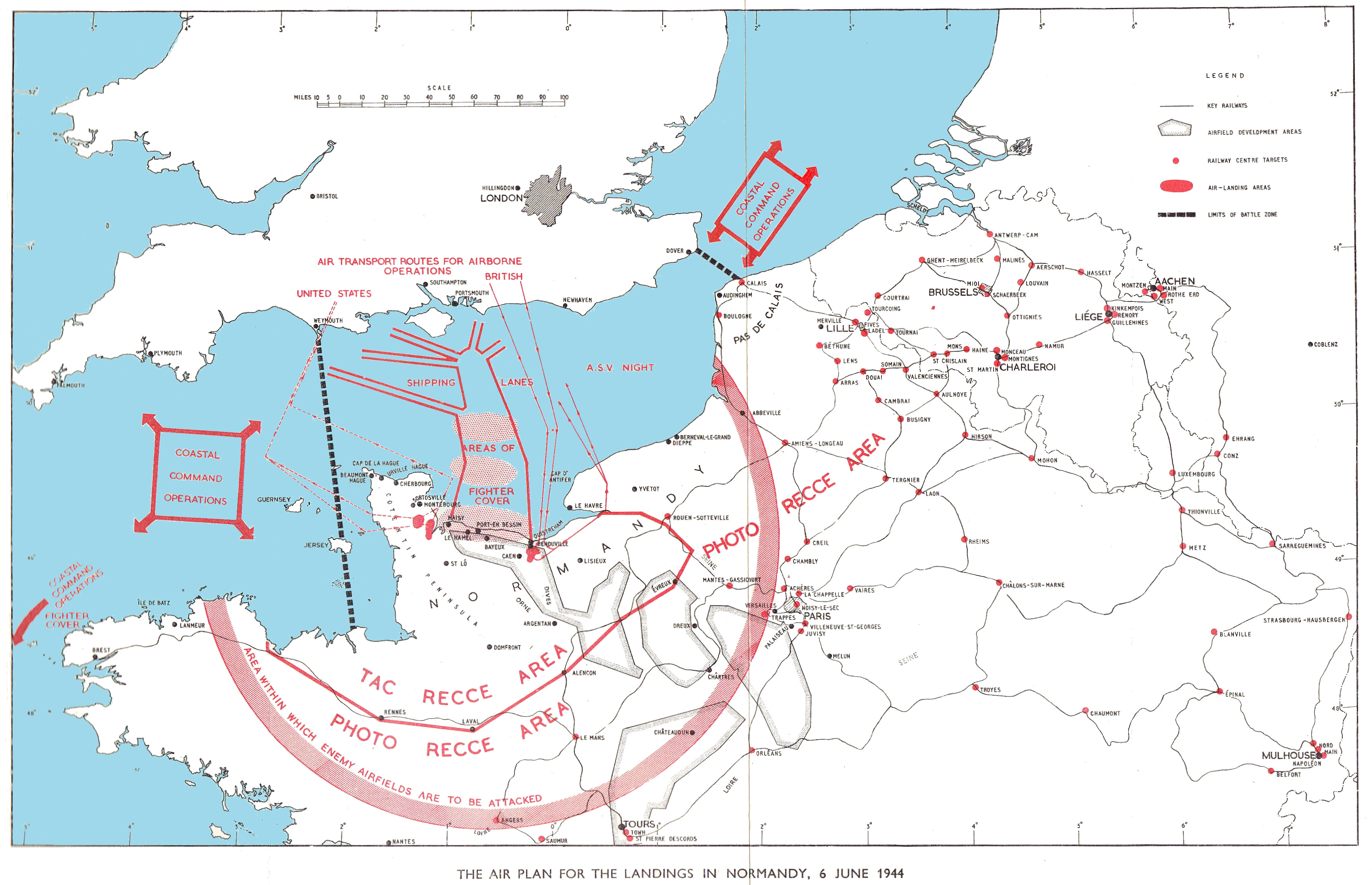
Plan de vol pour le jour J.

Le commandant en chef des forces aériennes au sein des forces expéditionnaires alliées, et par là de la plus grande armada aérienne de tous les temps est l'Air Chief Marshal Trafford Leigh-Mallory. Il a autorité sur les flottes aériennes d'atterrissage au sol, tactiques, stratégiques, le Coastal Command de la Royal Air Force ainsi que de l’Air Defence of Great Britain.

#### Flottes d'atterrissage
- Le groupe no 38 de l'AEAF et le commandement no 46 du transport de la RAF, avec en tout 478 avions de transport et 1 120 planeurs de transport pour les opérations d'atterrissage.
- Le 9e commandement de transport de troupes de la 9e armée de l'air américaine avec en tout 813 avions de transport et 511 planeurs de transport[2].

#### Flottes aériennes tactiques

##### Genèse
Pendant la bataille de France de 1940, les méthodes des forces aériennes alliées, en particulier celles de la Royal Air Force, contre les unités progressant rapidement de l'armée de terre allemande sont encore insatisfaisantes. Les unités destinées à l'appui aérien rapproché, équipées d'avions obsolètes du type Fairey Battle, ont été presque totalement anéanties sans avoir obtenu de succès tactique notable.
Pendant la campagne d'Afrique de l'Est, qui a représenté pour la Grande-Bretagne une suite de la guerre terrestre contre l'Allemagne, ce déficit a été comblé autant par la RAF que par les forces américaines. La première flotte aérienne tactique de la RAF était la Desert Air Force (DAF). Cette unité, composée de divers commandements de chasseurs et de bombardiers développe des méthodes importantes, innovatrices pour les flottes aériennes tactiques ultérieures, comme les contrôleurs aériens avancés.
Du côté américain, la 9e armée aérienne américaine est formée le 12 novembre 1942 à partir de la US-Army Middle East Air Force (USAMEAF) en Afrique du nord. Les types d'avions sont modifiés pour l'attaque contre les troupes au sol en situation tactique, des modèles d'attaque sont essayés, les conditions pour la naissance de flottes aériennes tactiques spécialisées sont rassemblées.

##### La seconde Tactical Air Force des Britanniques et la9eAir Forcedes Américains

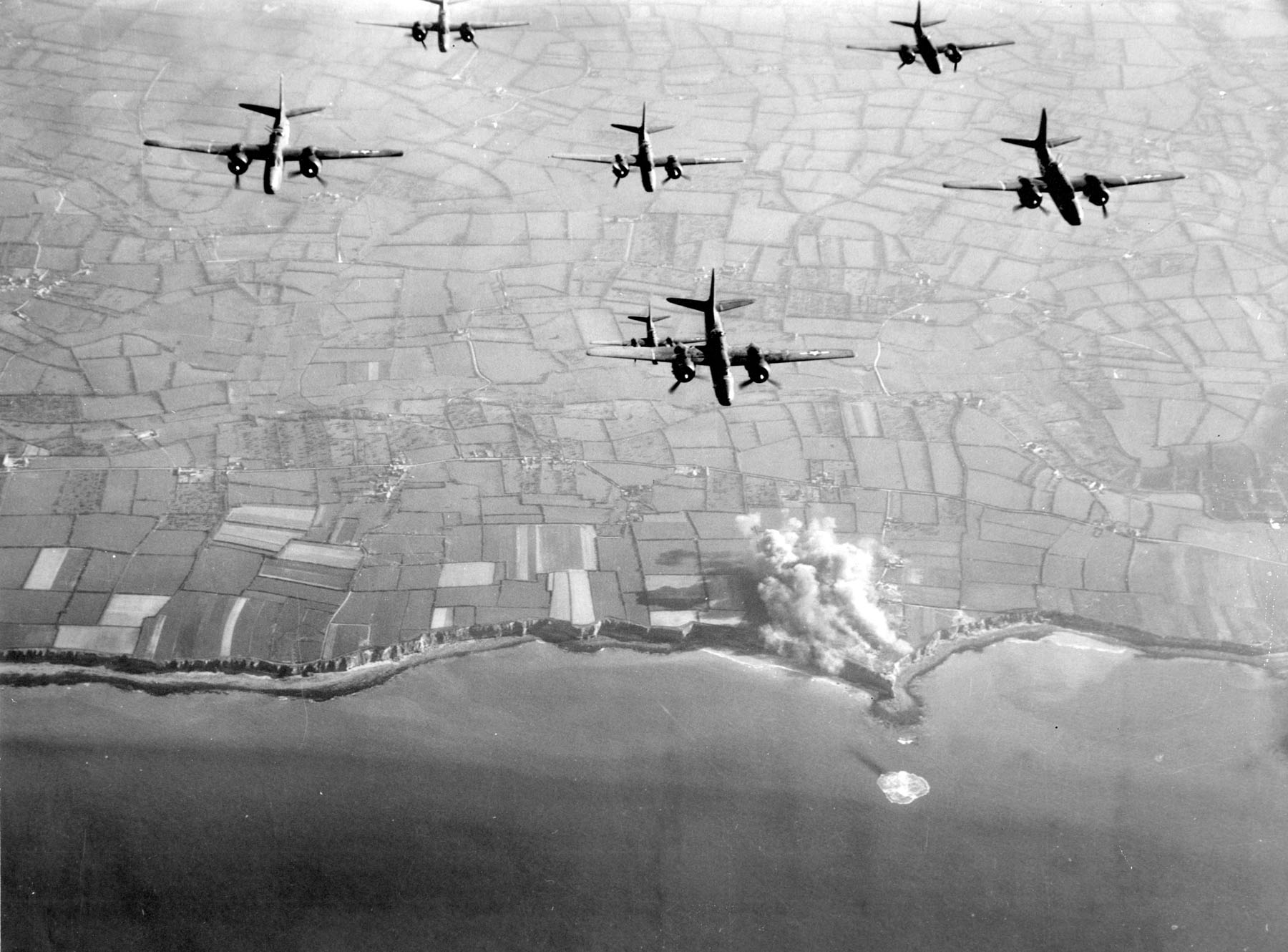
Des bombardiers moyens de la 9e Air Force bombardent la Pointe du Hoc avant l'invasion.

Quand le Deutsches Afrikakorps est battue en 1943, les unités tactiques sont déplacées vers l'Angleterre et réunies en deux grandes flottes aériennes, la Second Tactical Air Force de la RAF (2nd TAF), et la 9e Air Force (9e armée aérienne). américaine
Ces deux flottes aériennes sont organisées en vue d'une invasion planifiée, et accompagnent les troupes au sol alliées depuis le débarquement en Normandie jusqu'à la fin de la guerre. Leur équipement sera par la suite complété par des nouveaux types d'avions et des munitions spéciales, comme le Hawker Typhoon, équipé de roquettes air-sol pour le combat antichars.
La 2de TAF et la 9e Air Force disposent ensemble au 6 juin 1944 d'environ 2 600 avions, dont des chasseurs, des chasseurs-bombardiers, des bombardiers légers et moyens, des avions de reconnaissance et d'observation pour l'artillerie.

#### Flottes aériennes stratégiques
- Le RAF Bomber Command (commandement stratégique de la Royal Air Force, commandé par Arthur Harris est composé le 6 juin 1944 de 82 escadrilles avec en tout 1 681 avions.
- La 8e US Army Air Force (USAAF), placée le 22 février 1944 sous le commandement de la United States Strategic Air Force (USSTAF) et de son chef le général Carl Spaatz. Cette force de frappe aérienne, appelée en jargon militaire américain « Mighty Eighth » (Puissante Huitième), est la plus grande de toutes les flottes aériennes impliquées. Elle comprend plus de 2 800 avions, et dispose en outre de grandes unités de chasseurs de défense.

#### Royal Air Force Coastal Command

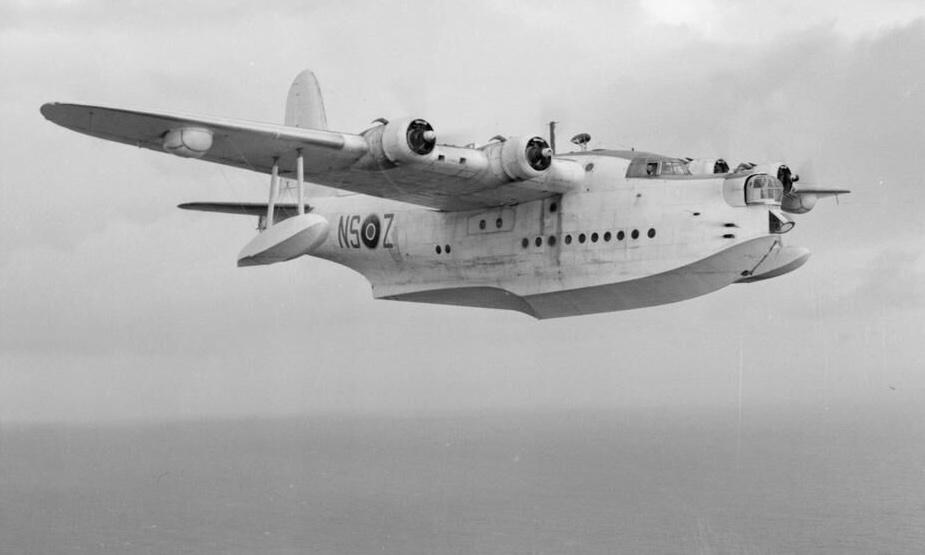
Short S.25 Sunderland, en action comme chasseur de sous-marins du Coastal Command.

Les 16e et 19e groupes réunissent en tout 63 escadrilles comprenant au 6 juin 678 avions opérationnels, dont 549 provenant d'unités de la Royal Air Force. Leur mission principale est l'opération Cork. Ils soutiennent en outre les forces marines alliées pour leur défense contre les vedettes rapides et autres embarcations légères, et attaquent les lignes d'approvisionnement allemandes le long de la côte.

#### Air Defence of Great Britain(ADGB)
Pour la défense des Iles Britanniques, il est prévu d'aligner les 10e, 11e, 12e et 13e groupes, comprenant en tout 45 escadrilles. Ces unités sont en partie mises sous le commandement de la Second Tactical Air Force pour de petites durées, et prennent part à diverses opérations, qui s'écartent largement de la défense de l'espace aérien britannique.

### Plan de défense de l'armée de l'air allemande

#### Rôle de l'armée de l'air
Après l'hiver de la guerre 1943-1944, il y a eu une crise de confiance entre le commandant en chef de l'armée de l'air Hermann Göring et Hitler. Göring, le plus proche confident de Hitler depuis le putsch raté de 1923, a fait plusieurs fois pendant la guerre de vaines promesses. Par exemple, pendant la bataille de Dunkerque, en 1940, il va détruire par l'aviation le corps expéditionnaire britannique, mais les Alliés réussissent à évacuer avec succès presque 340 000 soldats. En août 1940, il va abattre la Royal Air Force en quatre jours, mais il y échoue dans la bataille d'Angleterre. L'approvisionnement qu'il a promis pour la 6e armée encerclée pendant l'hiver 1942–43 à Stalingrad échoue aussi. Göring a même affirmé pouvoir protéger entièrement le territoire du Reich des attaques aériennes alliées.
L'espoir de puissantes forces terrestres et les erreurs capitales d'estimation de Göring conduisent à ce que Hitler ne confie pas à l'armée de l'air la défense des plages possibles pour les débarquements. C'est pourquoi il choisit comme commandant suprême le maréchal Erwin Rommel, avec sa grande expérience de combats au sol contre les troupes alliées.
L'engagement de l'armée de l'air, en particulier celui des « bombardiers éclairs » contre les troupes alliées débarquées devra être conduit par lui-même, pense Hitler. Mais l'activité réelle de l'armée de l'air se limite à des attaques de nuit dans le cadre de l'opération Steinbock, comme le 29 avril 1944 contre Portsmouth avec 100 bombardiers. Avec les bombardements par fusées de représailles V1 et V2, ceci formera l'offensive à longue portée.
Tonnages de bombes larguées sur l'Angleterre :
- 1943 : 2 298 tonnes ;
- 1944 : 9 151 tonnes (y compris les fusées V).

Les dispositions défensives se limitent au déplacement de quelques batteries anti-aériennes du territoire du Reich vers la côte de l'Atlantique. En ce qui concerne le déplacement d'unités aériennes, le haut commandement de l'armée veut attendre « jusqu'au dernier moment. »
Les scénarios envisagés par le haut commandement de l'armée allemande se concentrent sur des batailles à terre contre les troupes aéroportées et les unités terrestres de l'armée d'invasion alliée. Des aspects de la guerre aérienne ont été négligés dans ce cadre. Le maréchal Rommel, après avoir inspecté les dispositifs défensifs de ce qui deviendra le front ouest, a relevé qu'une armée d'invasion serait repoussée par les défenseurs même après la formation de têtes de pont. Il se concentre sur la préparation d'unités blindées et la construction d'installations de défense. La question de la supériorité aérienne de l'ennemi reste ouverte.
Le haut commandement de l'armée allemande considère que les conditions militaires pour le débarquement des Alliés seront réunies à partir d'avril. Tout retard de l'attaque sera considéré comme un avantage pour les défenseurs, parce qu'ils pourront utiliser ce temps pour la mise sur pied d'autres unités de combat et la construction d'installations de défense. On reconnait que la raison du retard pourra éventuellement être liée aux conditions météorologiques de vol, mais on ne trouve pas d'établissement pouvant estimer exactement la supériorité aérienne au-dessus des champs de bataille possibles.

#### Unités disponibles au moment de l'invasion alliée
Le 6 juin 1944, il n'est prévu pour la défense de la côte de la Manche de jour, outre les 39 Junkers Ju 88 âgés de l'escadrille 1 (ZG1) de chasseurs-bombardiers uniquement les escadrilles de chasse stationnées là en permanence : 2 (JG 2 « Richthofen ») et 26 (JG 26 « Schlageter »). Le nombre total des avions opérationnels des deux escadrilles s'élève à 119, ce qui représente un taux de disponibilité inférieur à 50 %.
En outre, il y a en tout 154 bombardiers classiques de diverses escadrilles de combat et 36 chasseurs-bombardiers de l'escadrille de combat 4 (SG 4) à portée des champs de bataille.

## L'aviation dans la préparation du débarquement

### Opérations de reconnaissance

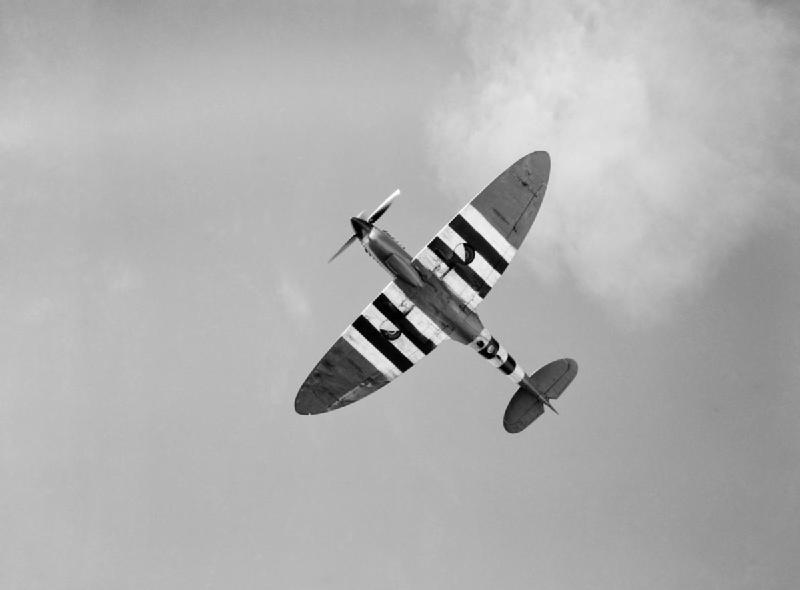
Spitfire de reconnaissance en Normandie, muni de « bandes de débarquement » pour le distinguer des avions allemands, juillet 1944.

Les Alliés procèderont à de nombreuses opérations de photographie aérienne avant le débarquement. Combinées aux renseignements fournis par la Résistance, au déchiffrement des messages allemands grâce à Ultra, les Alliés ont une connaissance assez précise des forces et des défenses allemandes en Normandie mais également ont une carte assez fidèle du terrain normand (routes et chemins, largeur des cours d'eau, zones impraticables aux blindés, zones potentielles pour construire des aérodromes, des dépôts, etc.). Ces opérations de photographies aériennes massives, une des nouveautés de la Seconde Guerre mondiale, seront menées par des escadrilles spécialisées composés principalement : pour les Britanniques, de Spitfires et de Mosquitos, et pour les Américains, de Lightnings. Ces avions débarrassés de leur équipement de combat peuvent voler à haute altitude et à vitesse élevée (de 500  à   600 km/h) pour éviter la défense antiaérienne ennemie. Ils réalisent principalement des photographies à la verticale à 30 000 pieds (9 000 m) mais également des photos en oblique du littoral prises au-dessus de la mer et à très faible altitude.

### Plan Transport

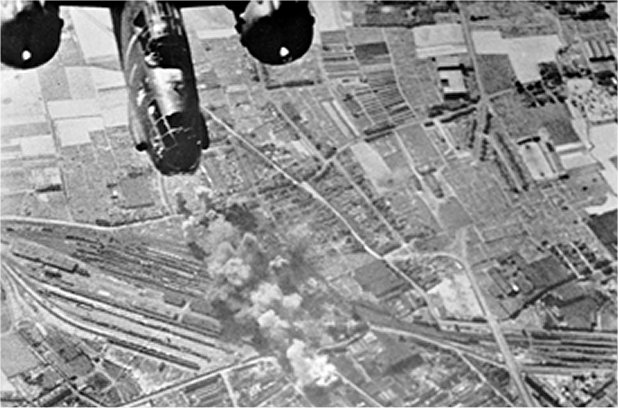
Bombardiers Boston Mk.III de la Second Tactical Air Force au-dessus des installations ferroviaires de Tourcoing, mai 1944.

Le « Transportation Plan » (Plan Transport) est un plan stratégique du professeur Solly Zuckerman, conseiller de l’Air Ministry (Ministère de l'air) britannique pendant la seconde Guerre mondiale.
L'idée en est que la destruction de toutes les installations de transport dans la France occupée empêcherait au plus vite l'armée allemande de repousser l'invasion. Cela signifie la destruction des nœuds ferroviaires français, des gares de triage et des installations d'entretien. Ce plan est critiqué notamment par Arthur Harris et Carl Spaatz, les commandants des unités de bombardement. Un plan concurrent est le Oil Plan.
Le plan est néanmoins approuvé, et Charles Portal donne directement l'ordre d'attaquer les installations ferroviaires de Trappes, Aulnoye, Le Mans, Amiens, Longueau, Courtrai et Laon. Au début de juin, à cause des attaques aériennes selon ce plan, 1 500 des 2 000 locomotives à vapeur françaises sont mises hors service.
Eisenhower écrit à Marshall et Roosevelt :
« 
I consider the Transport Plan as indispensable to the preparations to Overlord. There is no other way this tremendous Air Force can help us, during the preparatory period, to get ashore and stay there.

(Je considère que le Plan Transport est indispensable aux préparatifs pour Overlord. Il n'y a pas d'autre moyen pour que cette énorme armée de l'air puisse nous aider, pendant la période de préparation, à débarquer et à rester.) »

### Opération Cork
Le but de l'opération Cork (bouchon) est d'empêcher la pénétration de sous-marins allemands à partir du golfe de Gascogne ou de l'Atlantique vers les zones de débarquement et la côte de la Manche. Le domaine maritime compris entre l'Irlande du sud, les Cornouailles et la péninsule bretonne est patrouillé jour et nuit par des corvettes anti-sous-marines. Pendant les deux semaines précédant le débarquement, 20 sous-marins sont coulés et bien d'autres endommagés. Six parmi les sept destroyers de la marine de guerre allemande, basés à Brest ou au Havre, sont mis hors d'état de nuire, et de nombreux schnellboots sont coulés.
Par crainte des sous-marins allemands pouvant néanmoins être engagés en mer du Nord, et pour éviter une sortie de la flotte allemande, les Alliés n'engageront aucun porte-avions lors du débarquement, le seul soutien aérien des troupes au sol venant alors d'Angleterre, ou d'aérodromes de campagne.

### Les bombardements préparatoires
Les bombardements des batteries côtières allemandes commencent dès le mois d'avril 1944. Ces bombardements, même s'ils ne détruisent pas les batteries, gênent leur achèvement. Ils sont renforcés les jours précédents par plusieurs bombardements intensifs des batteries de la côte Normande.

### Opération Fortitude
L'aviation participe également à l'opération Fortitude qui vise à cacher le lieu du débarquement, puis, une fois celui-ci débuté, à faire croire au commandement allemand que ce n'est qu'un débarquement de diversion et que l'essentiel du débarquement va intervenir dans le nord de la France. Les bombardements côtiers du nord de la France se poursuivront ainsi après le débarquement pour continuer de faire croire à un second débarquement dans le Pas-de-Calais.

## Le Jour J

### Les parachutages et atterrissages dans la nuit du 5 au6 juin

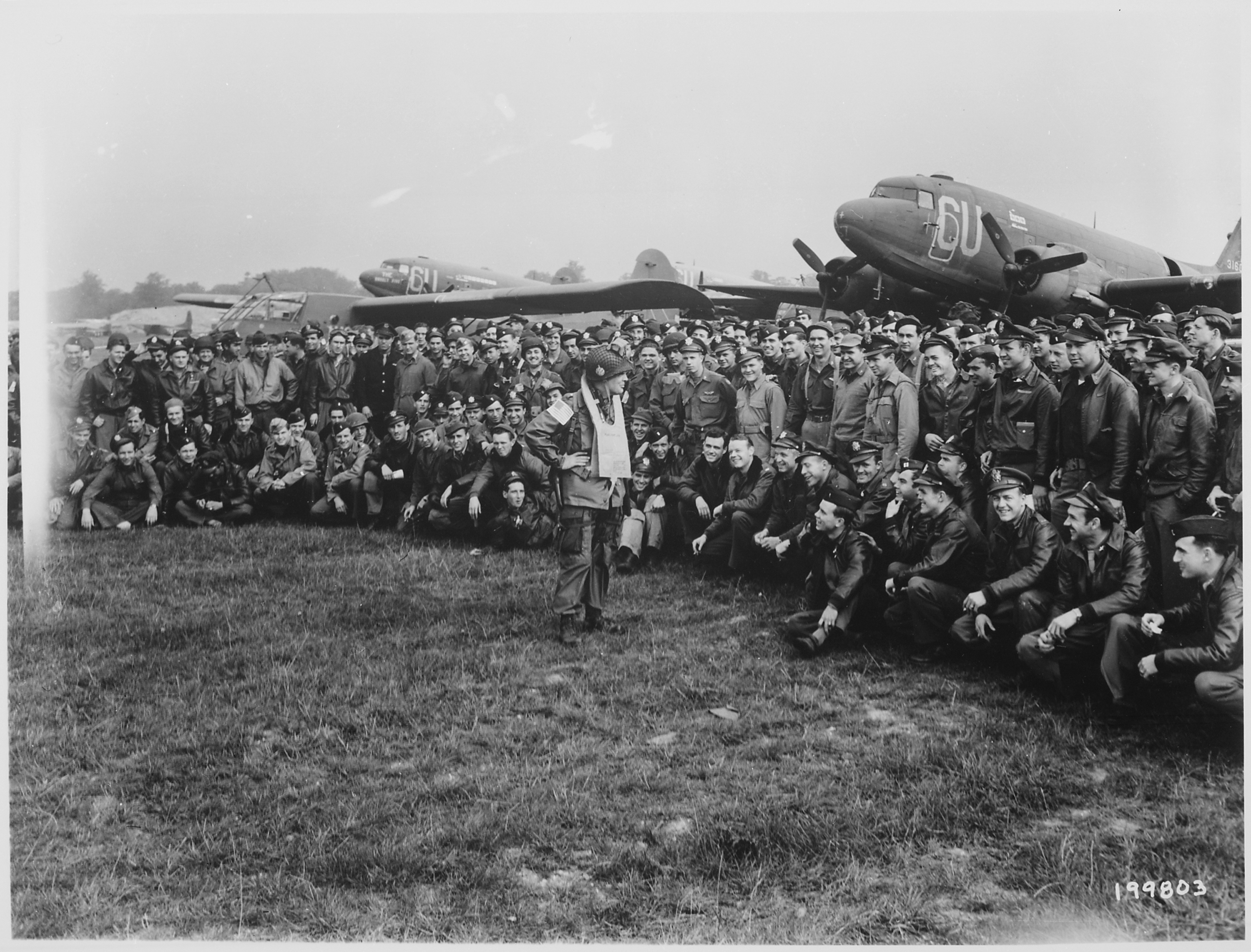
Le général de brigade Anthony C. McAuliffe donne ses instructions à la aéroportée américaine la veille du jour J. En arrière-plan, deux avions de transport C-47, et par devant, un peu caché, un planeur de transport.

Dans la nuit du 5 au 6 juin, l'aviation alliée va mener d'importantes opérations de parachutage et de transport aérien de troupes avec :
- à l'est, peu avant minuit, la 6e division aéroportée britannique, à laquelle est rattaché le 1er bataillon de parachutistes canadien, pour partie parachutée et pour partie aéroportée en planeurs Horsa, atterrit au nord de Caen, à l'est de l'Orne pour couvrir le flanc gauche. Une flotte de  334 appareils de transport réalisant 606 sorties le 6 juin et remorquant 371 planeurs de transport y est consacrée. La précision de l'accès aux « Drop zones » (zones d'atterrissage) est souvent très dispersée ; cependant Leigh-Mallory caractérise cette action comme la plus grande performance en navigation de la guerre jusqu'alors. Dès quatre heures, tous les buts opérationnels de la division aéroportée sont atteints, notamment le contrôle de deux ponts sur l'Orne.
- à l'ouest, la situation se dessine tout à fait différemment :
  - les 338 transporteurs Douglas C-47 et les 229 planeurs de transport de la 101 division aéroportée US devant arriver au centre de la presqu'ile, pour préparer la sortie des plages des troupes américaines qui allaient débarquer à Utah Beach (opération Albany) sont accueillies par un violent barrage de DCA : 23 C-47 et deux planeurs sont abattus, de nombreux autres sont détournés par leurs manœuvres d'évitement. Il s'y ajoute un fort vent arrière, qui fait que les parachutistes et les planeurs atterrissent entre 5  et   40 km de leur point de chute prévu. Cependant de petits groupes peuvent se retrouver et remplir leurs tâches tactiques, parce que la confusion des défenseurs allemands est grande. Deux jours après le débarquement, seuls 2 000 des 6 000 hommes projetés ont rejoint leur unité ;
  - la 82e division aéroportée US est amenée par 443 C-47 et 82 planeurs de transport sur le but, autour de Vierville. Malgré la dispersion des unités, elle peut remplir son objectif (opération Boston), qui est de se rendre maitresse de la petite ville de Sainte-Mère-Église.

Les trois divisions d'atterrissage ont subi pendant les trois premiers jours du débarquement des pertes totales de 3 000 hommes. Sur la même période la RAF (38e et 42e group) a perdu 21 appareils de transport (6 Short Stirling, 3 Albermale, 2 Halifax et 10 C-47 Dakota) et l'USAF 32 C-47 Skytrain.

### Bombardements préparatoires le matin du6 juin
Entre 3 et 5 heures du matin, plus de mille bombardiers britanniques Halifax du Bomber Command et 2 600 bombardiers lourds de la 8e flotte aérienne américaine, attaquent 26 batteries côtières choisies et d'autres positions fortifiées le long de la côte atlantique de France. Dans la matinée, les bombardiers mènent d'importantes opérations de bombardement des plages du débarquement. En tout, 25 avions des deux flottes stratégiques ont été perdus.
Ce sont plus de 3 000 bombardiers qui vont larguer plus de 8 000 tonnes de bombes. La mission sur Omaha Beach, sera un échec complet, les avions de bombardement américains pris dans une couche nuageuse et faisant une approche perpendiculaire à la côte lâchent leurs bombes trop tard, à 800 m à l'intérieur des terres, laissant intactes les défenses côtières.
Ces bombardements sont ensuite suivis d'un important tir naval.

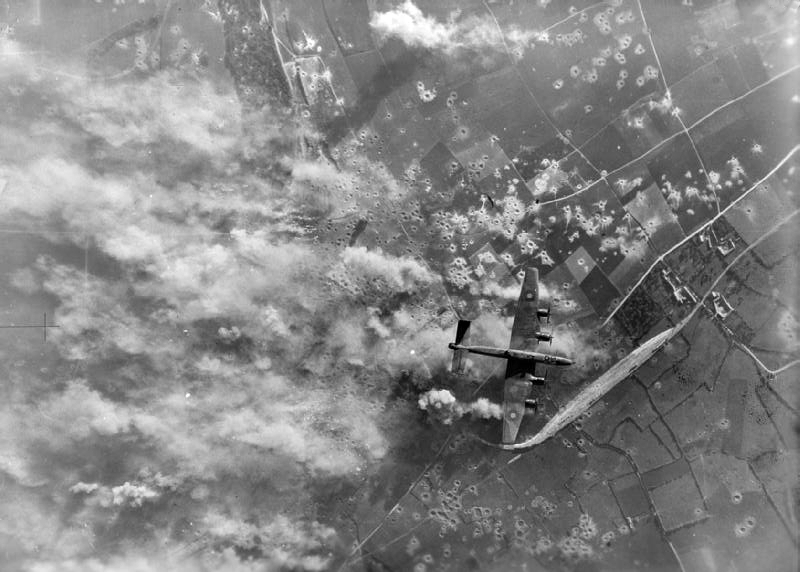
Attaque britannique avec des bombardiers « Halifax » sur l'abri de V3 de Mimoyecques.

Eisenhower disait déjà dans son discours du jour J : « Ne vous faites pas de souci à cause d'avions au-dessus de vous. Ce seront les nôtres. »
L'utilisation de bombardiers stratégiques dans des buts tactiques avant et pendant le débarquement sera parfois critiquée par le commandement des flottes de bombardement. Arthur Harris, commandant du Bomber Command britannique considère qu'une intensification de la guerre stratégique contre les villes du territoire du Reich ira droit au but d'une fin rapide de la guerre. Carl Spaatz, commandant des flottes aériennes stratégiques américaines plaide pour une offensive contre les réserves de carburant du Reich (Oil Plan), au lieu du Plan Transport.

### Patrouilles côtières
Pendant les trois premiers jours du débarquement, l'espace aérien au-dessus des plages du débarquement est étroitement surveillé. De la surface jusqu'à 600 m d'altitude, l'espace aérien est divisé en zone de combat ouest (Western Assault Area, WAA) et zone de combat est (Eastern Assault Area, EAA). Chacune des zones de combat est surveillée par trois escadrilles de la RAF ou de la Royal Canadian Air Force. Les unités sont prises dans les effectifs de la Second Tactical Air Force et de la Air Defence of Great Britain. Au-dessus de 600 m d'altitude, l'espace aérien sur l'ensemble de la zone, sans interruption, est surveillé par trois escadrilles de la Ninth Air Force américaine.
Pour le jour J, il est commandé que deux escadrilles patrouillent constamment l'espace aérien. Afin que les avions alliés puissent être identifiés comme tels, car les équipages des bateaux doivent tirer sur tout avion inconnu, ils sont identifiés par trois bandes blanches peintes sur les ailes et sur le fuselage.
Rien que le 6 juin, il y a 2 300 sorties d'environ 650 avions de chasse pour la protection des zones d'attaque au-dessus de la Normandie. Toutes les autres unités tactiques sont engagées pour le soutien des troupes de débarquement directement contre la défense côtière ou contre les voies d'approvisionnement de l'arrière-pays.

### Réactions allemandes et premiers combats aériens
En raison de leur surprise sur le lieu du débarquement, les Allemands ne réagissent pas par une grande contre-attaque aérienne. Au matin du 6 juin, seuls deux avions allemands, pilotés par le lieutenant-colonel Josef Priller et le feldwebel Heinz Wodarczyk, attaquent les troupes alliées débarquant sur les plages— comme le montre le film « Le jour le plus long » de 1962. Tous les autres avions ont été déplacés le 4 juin vers l'intérieur des terres, car on considère les aérodromes utilisés alors comme trop menacés[réf. souhaitée].
Le premier combat aérien a lieu peu avant midi au sud de Caen, le dernier dans l'espace aérien surmontant Évreux et Bernay vers 21 h.
Les pertes des forces aériennes alliées ce jour-là s'élèvent à 55 chasseurs et 11 bombardiers moyens, plus 41 transports de troupes et bombardiers lourds. Parmi les 55 chasseurs perdus, 16 ont été perdus au combat, les autres par la défense antiaérienne ou les accidents.
L'armée de l'air allemande perd le jour J 18 chasseurs et 4 bombardiers moyens, ainsi que 18 bombardiers légers du type Ju 87, qui se trouvent en transfert entre bases.

## La bataille de Normandie

### Construction d'aérodromes

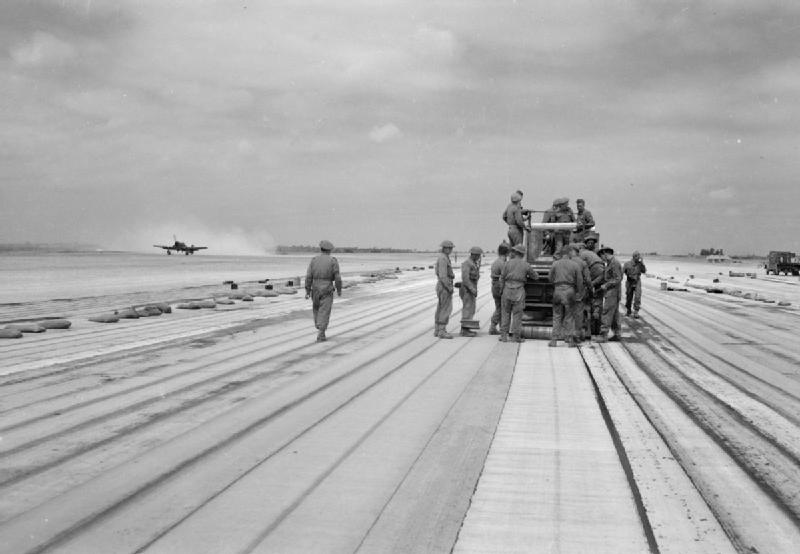
Installation d'un aérodrome de campagne.

Dès le deuxième jour de l'invasion, les Alliés amènent en Normandie des unités spécialisées chargées de la construction et de la défense d'aérodromes de campagne (Advanced Landing Grounds — ALGs). Du côté britannique, ce sont des Service Command Units (SCUs, unités de commandement de service). Ces unités spéciales ont déjà été mises en œuvre à partir de 1942 en Afrique du nord.

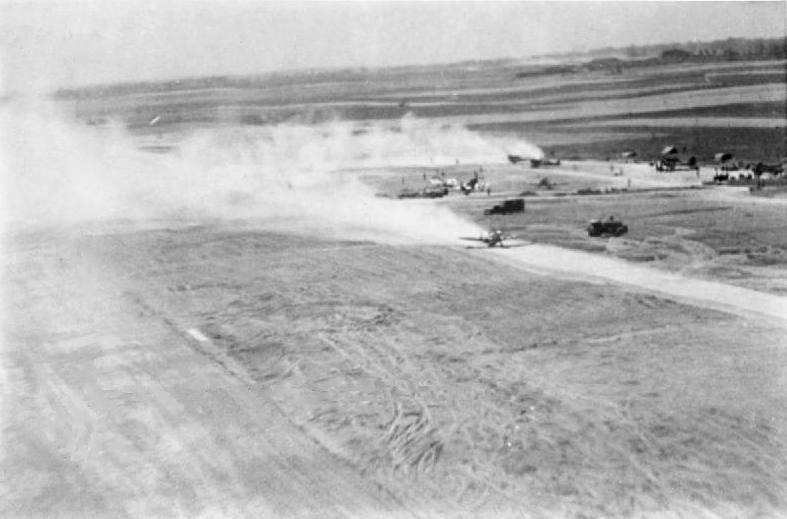
Un Spitfire IX atterrit sur l'ALG B.3 (Sainte-Croix-sur-Mer) le 12 juin 1944.

Ils apportent des camions chargés de tentes, de carburant, de munitions et d'affûts antiaériens vers les terrains qui sont prévus pour l'installation d'aérodromes de campagne avancés. Avec les unités de commandement de service viennent des Airfield Construction Groups (ACGs, groupes de construction d'aérodromes), forts d'environ 800 hommes et apportant des équipements lourds comme des bulldozers, des rouleaux compresseurs et de grandes bobines de treillis d'acier. Ils peuvent en un temps bref construire un aérodrome avec les installations nécessaires en électricité, en communications et en salles d'équipages, tandis que les Service Command Units sécurisent le terrain. Dès que l'unité aérienne a pris en charge l'aérodrome avec ses infrastructures, les SCU vont plus loin et préparent l'installation de l'aérodrome suivant complètement équipé (Advanced Landing Ground, ALG).
Le 7 juin, deux Airfield Construction Groups et quatre Service Command Units arrivent avec les troupes de débarquement ; les premières pistes d'urgence sont prêtes à l'usage le jour même. Dès le 10 juin, il y a 4 ALG finis, et en un mois il y en a 25.
L'armée de l'air américaine amène des bataillons du génie de l'air à partir du 9 juin pour être combinés avec les SCU et ACG déjà mentionnés. La désignation des aérodromes est faite à la suite, en commençant par un A pour ceux construits par les Américains : A.1, A.2…, et par un B pour ceux construits par les Britanniques : B.1, B.2…
Les possibilités de guerre aérienne tactique s'améliorent énormément pour les Alliés par le raccourcissement du vol d'approche des chasseurs-bombardiers à partir des ALG. La pression et la rapidité de l'avance alliée en sont nettement améliorées.

### Les plus forts combats aériens de la campagne de Normandie
Le lendemain du débarquement, toutes les escadrilles de chasse allemandes disponibles sont transférées vers le front. En outre, on déplace les escadrilles de chasseurs-bombardiers vers la côte, pour combattre la flotte de débarquement alliée et ses voies d'approvisionnement. Alors que le nombre des attaques des forces aériennes alliées atteint en gros celui du jour du débarquement, celles de l'armée de l'air allemande doublent. Ce jour-là, les pertes des Alliés, 89 chasseurs et chasseurs-bombardiers, sont les plus lourdes de l'ensemble de la campagne de Normandie. 16 tombent au combat, mais la majorité sont victimes de la DCA ou d'accidents. Les Allemands perdent 71 avions, dont 13 bombardiers moyens Ju 88. La perte de 160 avions sur l'ensemble des deux côtés place le 7 juin 1944 au quatrième rang des batailles aériennes les plus meurtrières de l'histoire, derrière le 7 juillet 1943 (~ 350 avions perdus, bataille de Koursk), le 18 août 1940 (236 avions perdus, dont 60 détruits au sol, bataille d'Angleterre) et le 19 août 1942 (165 avions perdus, débarquement de Dieppe).

### Neutralisation des capacités de mouvement allemandes

#### Une présence permanente dans le ciel normand
Un des avantages décisifs alliés est la forte réduction des capacités allemandes à se mouvoir.
À la suite de l'exécution du Plan Transport entamé dès bien avant le débarquement, les possibilités d'acheminement ferroviaire allemandes vers le front sont désorganisées.
Cela annihile leur capacité offensive dès le premier jour de la bataille mais aussi, comme prévu dans le plan allié, ralentit considérablement l'arrivée de renforts sur le front. Les Allemands ne peuvent donc pas mener de contre-offensive pour repousser les Alliés : ces derniers ont la capacité de débarquer plus de troupes que les Allemands ne peuvent en acheminer sur le front. Par exemple la 3e division parachutiste allemande cantonnée en Bretagne et qui fait mouvement vers la Normandie dès le débarquement des premières troupes alliées met 6 jours pour parcourir 210 km et rejoindre la ligne de front au nord de Saint-Lô, harcelée continuellement par l'aviation alliée. L'état-major allemand ne peut lancer de contre-offensive sur Bayeux dès les premiers jours, comme il l'a envisagé. La Panzer Lehr Division quitte Nogent-le-Rotrou le 6 juin, à 17 h, et est attaquée presque aussitôt par l'aviation alliée. Elle perd 20 à 30 de ses véhicules dans la soirée, puis une nouvelle attaque le lendemain matin provoque la destruction de 5 tanks sur 140, mais de plus de 10 % de ses half-tracks, canons auto-propulsés et camions. Erwin Rommel écrit que « toutes les réserves qui nous sont parvenues sont arrivées trop tard pour désorganiser par des contre-attaques le débarquement allié. Lorsqu'elles ont été à pied d'œuvre, l'ennemi avait débarqué des éléments infiniment plus puissants et il était passé à l'action sous le couvert de son artillerie et de son aviation ».

#### Désorganisation du commandement
Outre les positions allemandes, leurs lignes d'approvisionnement et leurs formations de troupes, les Alliés essaient de bombarder aussi les états-majors allemands. C'est ainsi que le 10 juin, 40 Typhoons et 61 bombardiers B-25 Mitchell bombardent le château de La Caine (10 km au sud de Caen), dans lequel l'état-major du groupe Panzer ouest est établi. Le bâtiment de l'état-major est détruit, le chef d'état-major, le général von Dawans, et de nombreux officiers d'état-major sont tués, et le commandant, von Schweppenburg est blessé. Les officiers survivants se retirent vers Paris, et le commandement de l'armée de Panzer est passé temporairement sous les ordres du 1er Corps SS de Panzer.

#### Les premiers chasseurs allemands à réaction arrivent trop tard

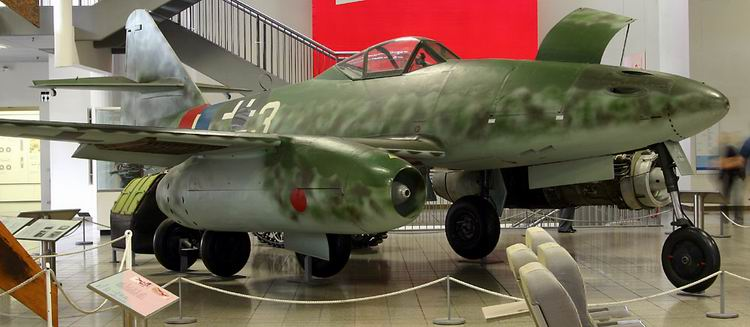
Chasseur Me 262 conservé au Deutsches Museum à Munich.

Au moment du débarquement, le Führer avait interdit toute discussion sur le fait que les avions à réaction devaient être engagés comme chasseurs ou bombardiers. Pendant une présentation des Me 262, en décembre 1943, à Insterbourg, en Prusse-Orientale, Hitler aurait déclaré aux présents, Göring et Adolf Galland, alors chef de la chasse de la Luftwaffe : « Dans cet avion, que vous me présentez aujourd'hui comme un avion de chasse, je vois le bombardier éclair avec lequel je vais empêcher l'invasion dans sa première phase, la plus faible. »
Mais Hitler omet de concrétiser par un « ordre du Führer » cette décision, et surtout la transformation en bombardier de l'avion conçu comme chasseur. Et il constate, en avril 1944, que le projet n'a pas été modifié, aucun équipement pour porter des bombes n'a été ajouté, et tout le travail en cours se porte sur la version chasseur. À ce point, Hitler prend le projet sous sa surveillance personnelle. Et au moment du débarquement, ni la version bombardier, ni la version chasseur ne sont prêtes à l'emploi.
Ce n'est que le 30 août que le chef d'état-major général de l'aviation, le général Kneipe[Information douteuse], obtient l'autorisation d'utiliser un Me 262 sur 20 pour faire des essais comme chasseur. Ces avions ne pourront donc pas être utilisés dans la bataille de Normandie.

#### Mise en œuvre des «Mistels»
Mi-juin 1944, les Allemands ont déplacé plusieurs de leurs Mistels vers la Normandie. Ces Mistels consistent en Junkers Ju 88 sans pilote, où le poste de pilotage est remplacé par une charge creuse de 2,8 t à allumage à distance, et relié par un support en étai à un Messerschmitt Bf 109. Le pilote de ce dernier avion dirige le Junkers, le pointe sur l'objectif, puis dégage son avion et retourne à sa base. La première unité de ces attelages Mistels, le groupe de combat 101, est mise en action dans la nuit du 24 au 25 juin. Le commandant de la formation, le capitaine Horst Rudat, arrive avec quatre mistels sur l'estuaire de la Seine et, avec les autres pilotes de sa formation, dirige vers des bateaux alliés les machines chargées. Le HMS Nith, frégate britannique de la classe River, est fortement endommagé par l'explosion d'un Ju 88 arrivant sur l'eau à proximité. 9 membres de l'équipage sont tués, et 26 blessés. Le bateau a pu être ramené en Angleterre après pour y être réparé.

### Mise en œuvre de l'aviation alliée pendant la bataille de Caen

#### La bataille des Haies
Faute d'avoir percé à l'est par Caen, les Alliés, principalement les Américains vont devoir livrer une guerre dans le bocage normand, truffé de hautes haies, de petits prés et de chemins étroits, propice à la défense allemande qui saura s'y montrer habile. L'avantage allié du nombre de blindés ou du contrôle des airs a peu d'efficacité face à un ennemi dispersé et bien camouflé.

#### L'effet contre-productif des bombardements urbains
La 1re armée canadienne et la 2e armée britannique, fortes de 115 000 hommes sont bloquées par des villages tenus par des unités allemandes au nord de Caen, et les Alliés commencent par un plan de bombardement de ces villages, mais ce plan est abandonné à cause de la proximité de leurs propres troupes au sol. Là-dessus, la zone à bombarder est décalée plus loin en direction de Caen. 467 avions des Alliés volent vers le but au soir du 7 juillet par temps clair, et jettent quelque 2 276 bombes. Ce bombardement ne fait que peu de dommages aux unités allemandes, mais bien plus aux faubourgs situés au nord de la ville, qui sont en grande partie détruits, ainsi qu'aux civils français, dont 3 000 sont tués. En outre, l'artillerie de marine tire sur la ville à partir des plages. Après avoir réussi à abattre un avion par la DCA, les Allemands en abattent trois autres au-dessus de l'espace aérien allié.
Alexander McKee commente à ce sujet : « Les 2 500 t de bombes ne font aucune différence entre amis et ennemis. Si les commandants britanniques pensaient pouvoir intimider les Allemands en tuant des Français, ils se sont lourdement trompés. »

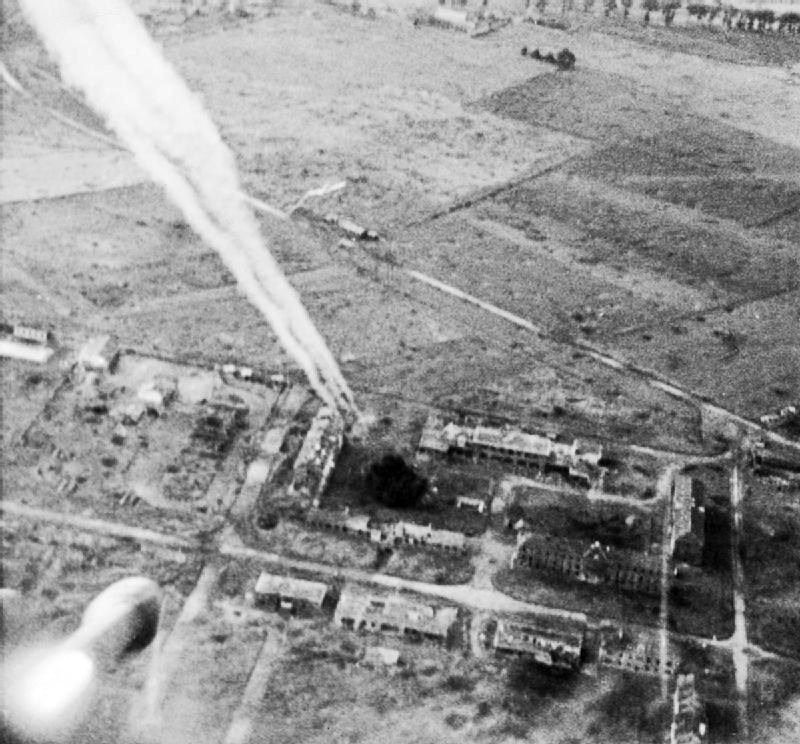
Une fusée air-sol est tirée d'un Typhoon du de la Royal Air Force au-dessus de la base aérienne 720 Caen-Carpiquet.

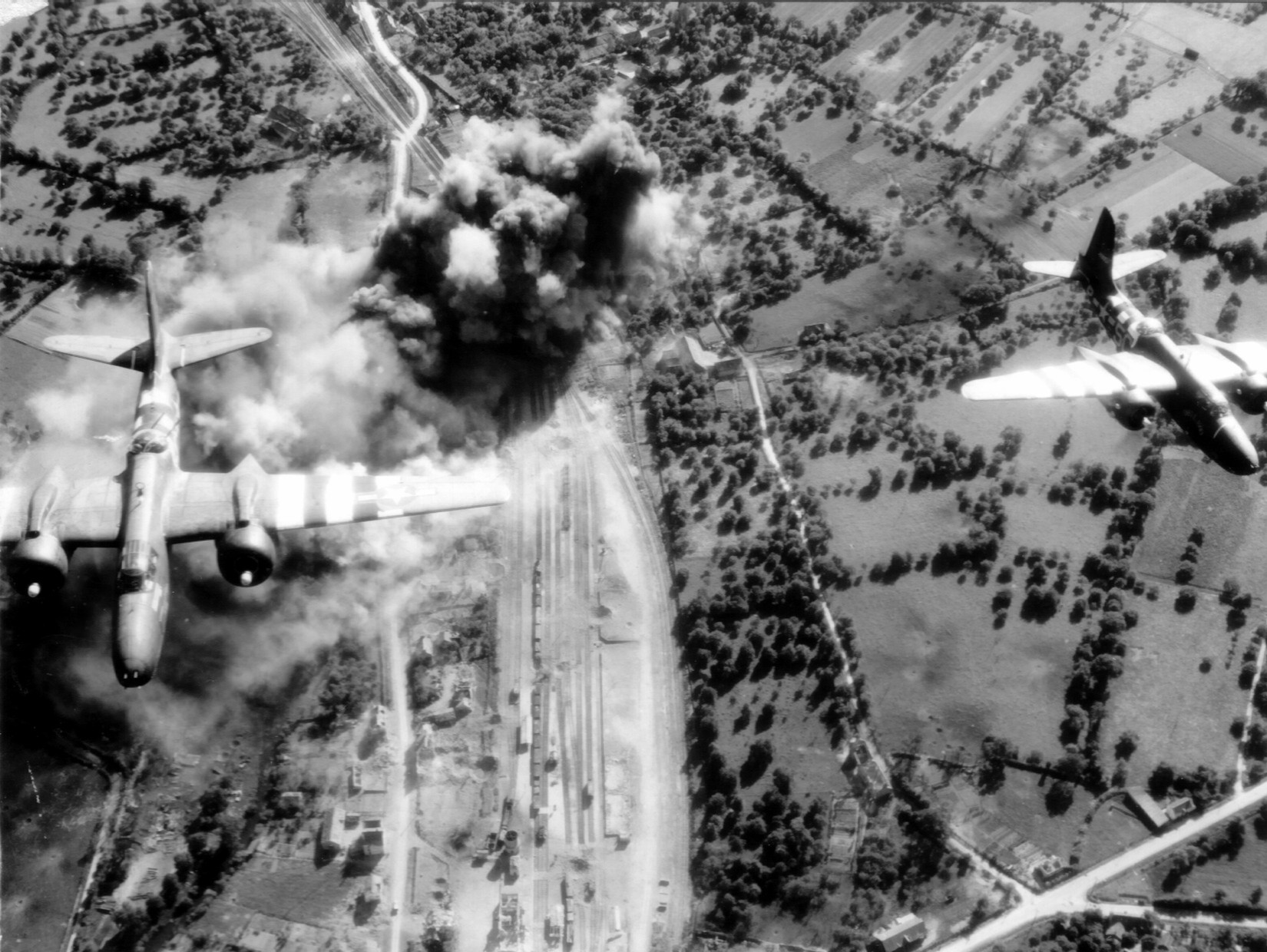
Des bombardiers américains Havoc bombardant le nœud ferroviaire de Domfront, pour couper les voies d'approvisionnement des Allemands (juin 1944).

Quand, le 8 juillet, des unités britanniques et canadiennes se mettent en route pour conquérir Caen (bataille de Caen), une nouvelle préparation utilise des bombardiers stratégiques. Comme au jour J et avant l'opération Epsom, 800 bombardiers Halifax du Commandement des bombardiers répandent un tapis de bombes derrière la ligne de front. En 40 minutes, ils déversent 3 000 t de bombes explosives. Juste après, des chasseurs-bombardiers de la 2e TAF sont engagés pour le soutien des unités au sol et le bouclage de l'espace aérien face à l'armée de l'air allemande. Dès le 11 juillet, les quartiers de la ville au nord-ouest de l'Orne, jusqu'à la rive de l'Orne, sont occupés. Les positions allemandes sur la rive sud-est ne sont pas accessibles à ce moment, parce que tous les ponts de la ville sont détruits.

#### L'opération Goodwood
Montgomery tente de percer le front à l'est de Caen avec l'opération Goodwood.
Le plan de l'opération Overlord demande la conquête immédiate de la zone entre Caen et Falaise, au moins parce que cette grande zone plate est particulièrement appropriée pour l'installation de nouveaux aérodromes. Le 18 juillet 1944, une unité comprenant 942 avions alliés, bombardiers et chasseurs, reçoit alors la mission d'attaquer cinq villages à l'est de Caen, pour faciliter à la 2e armée britannique l'opération Goodwood. Les attaques ont lieu à l'aube par bonnes conditions météorologiques. Quatre des buts sont signalés de manière satisfaisante par des avions éclaireurs. Pour le cinquième, les équipages des bombardiers doivent trouver le but d'une autre manière. Les avions britanniques, soutenus par des bombardiers et des chasseurs américains, déversent environ 6 800 t de bombes sur les villages et leur environnement. Le bombardement atteint deux unités allemandes, la 16e division aérienne de campagne et la 21e division blindée, très lourdement par rapport aux autres unités allemandes. En tout, 6 avions alliés sont abattus par les batteries antiaériennes allemandes et d'autres troupes au sol.
Un soldat gallois dit des escadrilles de bombardiers :
« Tout le ciel nord en était rempli [des bombardiers], aussi loin que l'œil pouvait voir — vague après vague, l'une après l'autre, s'étendant vers l'est et l'ouest, si bien qu'on pensait que cela ne pourrait pas continuer. Chacun avait quitté son véhicule et regardait étonné [au ciel], jusqu'à ce que la dernière vague de bombardiers ait jeté ses bombes et amorcé son retour. Puis les batteries ont commencé à terminer le travail des bombardiers avec un feu d'artillerie devenant de plus en plus fort. »
Des unités britanniques et canadiennes franchissent alors l'Orne par des ponts au nord de Caen, qui ont été conquis dès le jour J. Les 600 blindés des Alliés se heurtent à une vigoureuse résistance de l'armée allemande et le premier jour de l'opération, 200 blindés britanniques sont déjà perdus. Quand le temps se dégrade, le 20 juillet, l'opération Goodwood s'arrête.
C'est une des plus importantes offensives alliées, avec dans les airs plus de 2 000 bombardiers. Les pertes seront très lourdes côté anglo-canadien pour un gain de terrain faible. Les Britanniques n'auront pas réussi à prendre le contrôle de la plaine entre Falaise et Caen qui aurait été si utile à l'aviation.

#### Le tapis de bombes de l'opération Cobra
L'ouverture du port de Cherbourg permet une forte concentration de troupes américaines dans la zone à l'ouest de Caen. Après avoir piétiné et perdu beaucoup d'hommes pour une progression très faible, le général américain Omar Bradley, commandant de la 1re armée conçoit une nouvelle opération pour percer le front allemand. Un bombardement aérien de saturation (tactique du « tapis de bombes ») sur un périmètre restreint doit annihiler toute défense et créer la brèche dans laquelle devraient s'engouffrer ses unités. Son choix s'est porté sur un quadrilatère entre les villages de La Chapelle-en-Juger et Hébécrevon, à quelques kilomètres au nord de la grande route joignant Saint-Lô à Périers.
Décidé initialement pour le 20 juillet, le bombardement est repoussé de quelques jours à cause du mauvais temps. Une première tentative, le 24 juillet, tourne au désastre car les avions alliés de la 8e flotte aérienne américaine bombardent une partie des premières lignes américaines, dont l'aérodrome de campagne A.5 (Chipelle) et des parties de la 30e division d'infanterie américaine, tuant ou blessant 150 hommes.
Le lendemain, 25 juillet, à partir de 9 h 40 et durant une heure, 1 500 B-17 et B-24 labourent leurs cibles, appuyés de 1 000 autres bombardiers moyens et chasseurs-bombardiers : le plus grand bombardement en tapis de la Seconde Guerre mondiale est en cours, 4 000 tonnes de bombes seront lâchées ce jour-là, 60 000 bombes pour 12 km2 de bocage, soit 5 000 bombes incendiaires au km2 : (5 000 b/km2 × 12 km2 = 60 000 bombes). Un pilonnage de la zone par 1 100 pièces d'artillerie suivra, transformant le bocage en paysage lunaire. La commune de La Chapelle-en-Juger est quasiment rayée de la carte.
La Panzer Lehr Division du lieutenant-général Fritz Bayerlein est pulvérisée. Des chars Panther de 45 tonnes sont détruits par le souffle des explosions, des fantassins sont enterrés vivants dans leurs abris. En quelques heures, 1 500 hommes sont hors de combat, tués, blessés, et la plupart des chars détruits. En tant qu'unité opérationnelle, la Panzer Lehr n'existe plus. L'après-midi, l'offensive terrestre est lancée. Après une journée à combattre des ilots de résistance isolés, c'est la percée dès le lendemain.
Cependant, des erreurs de bombardement provoquent de lourdes pertes parmi les unités alliées. Pendant les deux jours de l'opération Cobra, la 30e division d'infanterie américaine perd 700 hommes par ces bombes alliées (Friendly Fire). Néanmoins l'opération Cobra est un grand succès et conduit à l'encerclement du gros des forces allemandes dans la poche de Falaise.

### Reconnaissance aérienne allemande et avion à réaction Arado Ar 234
Le matin du 2 août, le lieutenant allemand Erich Sommer décolle de Juvincourt près de Paris avec un prototype du bombardier et avion de reconnaissance à réaction Arado Ar 234. Il vole à une altitude de 9 200  à   10 000 m à une vitesse de 740 km/h et rassemble pendant son vol de 90 min, en parcourant la tête de pont alliée d'un bout à l'autre, plus d'informations et de photos sur la tête de pont que les avions de reconnaissance allemands les huit semaines précédentes. Par la suite, les équipages des avions Arado font des vols de reconnaissance réguliers, mais cela n'a pas d'influence supplémentaire sur le cours de la guerre, parce que les Alliés ont déjà consolidé leur base en France.

### Défense alliée contre la contre-attaque allemande du 7 août

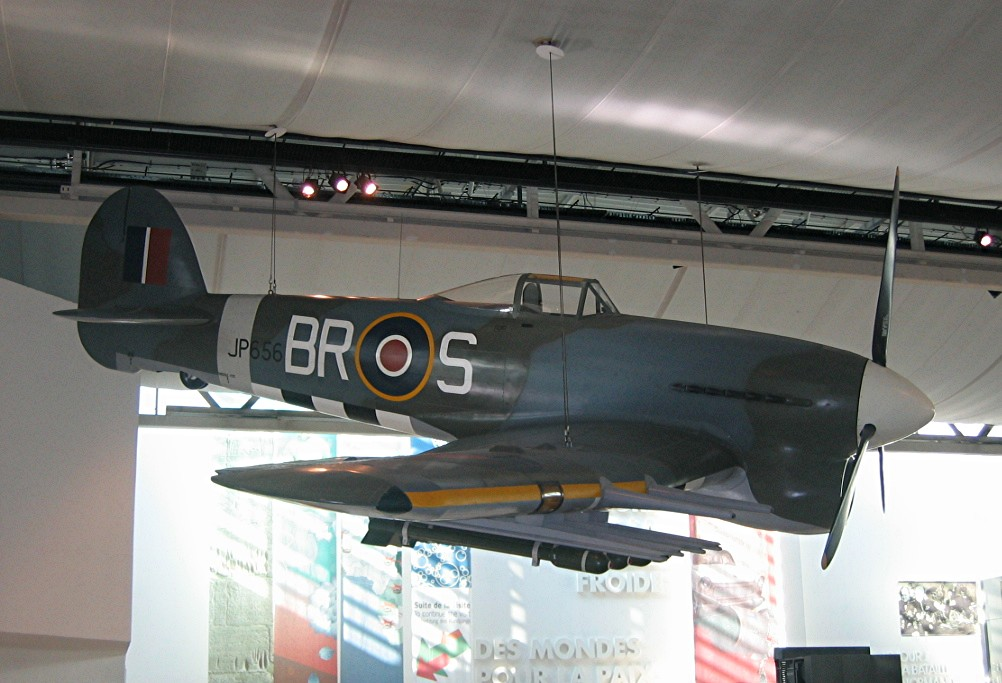
Hawker Typhoon armé de fusées, suspendu dans le Mémorial de la Paix à Caen.

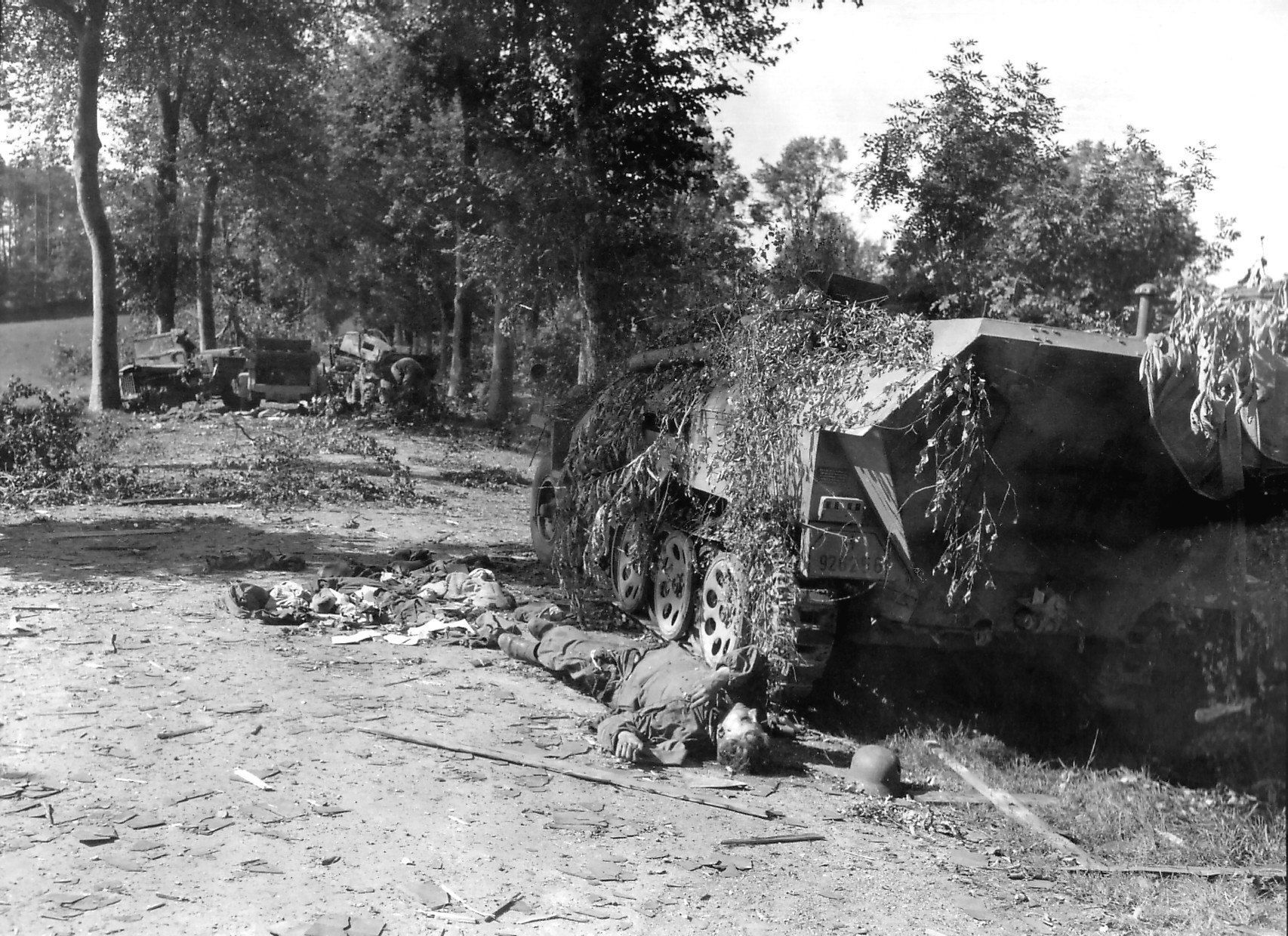
SdKfz 251 half-track allemand détruit, avec des soldats allemands tués, après une attaque de Hawker Typhoons britanniques.

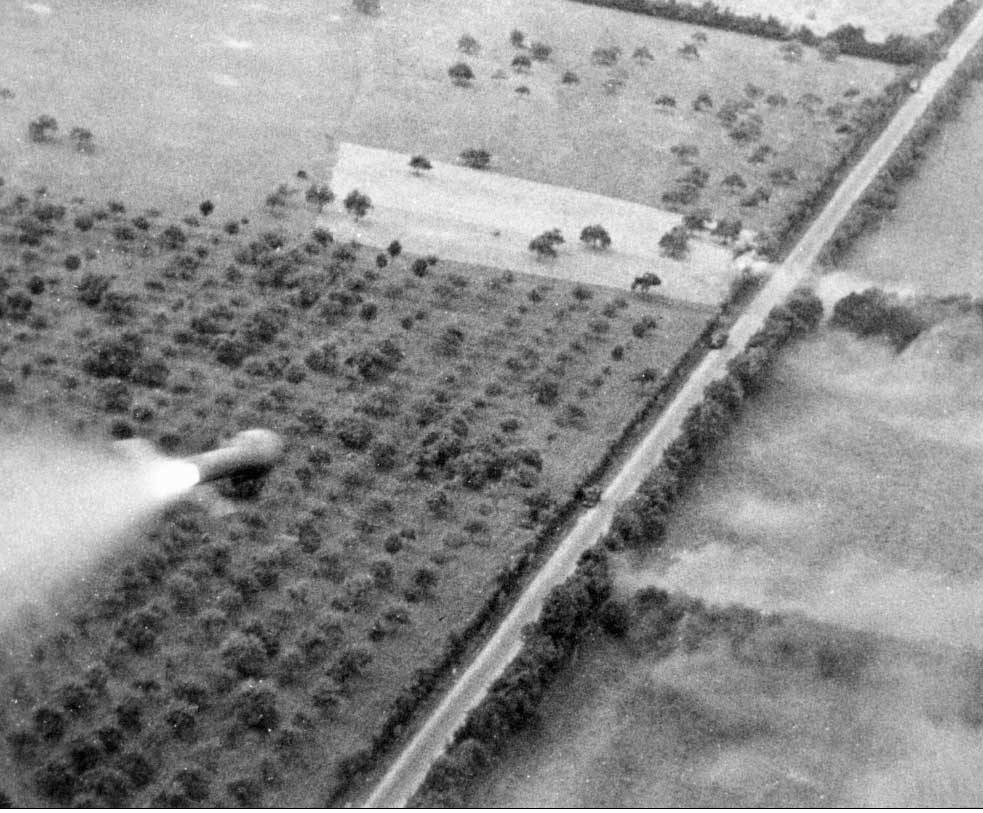
Une fusée est tirée par un Hawker Typhoon de la de la RAF sur une unité de troupes motorisées allemande qui essaie de s'enfuir de la poche de Falaise.

La rapide avance des unités américaines et britanniques de Saint-Lô vers Avranches ouvre pour les défenseurs allemands une possibilité de contre-attaque. Des parties de la 15e armée allemande, qui avait été retenue jusque-là dans le Pas-de-Calais, et de la 7e, commencent dans la nuit du 6 au 7 août une grande attaque de Mortain vers l'ouest, pour enfoncer le flanc des Alliés, puis encercler de grandes unités alliées. Pour cette attaque, désignée sous le nom de code « opération Liège », 300 chasseurs des aérodromes de campagne autour de Paris doivent contrer les attaques aériennes alliées.
La grande attaque est connue assez tôt par le commandement allié et les unités de blindés près d'Avranches sont renforcées par deux divisions américaines supplémentaires. La direction des forces de l'aviation alliée établit que les chasseurs-bombardiers Typhoon de la 2e Tactical Air Force devront se diriger exclusivement contre les blindés allemands qui avancent, tandis que les avions de chasse de la 2e TAF, de la 9e Air Force et de la 8e Air Force doivent élever un couloir de défense contre les chasseurs allemands.
Jusqu'au 7 août la contre-attaque allemande progresse bien, le brouillard favorise l'attaque et empêche l'action des Typhoons. La 30e division d'infanterie américaine est encerclée sur une colline près de Mortain par des unités de blindés allemands. Mais à midi, le 7 août, le brouillard se lève et une météo de vol excellente s'établit. Alors les chasseurs-bombardiers de la 2e Tactical Air Force entrent pour la première fois dans le conflit, sur une concentration de 250 blindés et véhicules blindés. La chasse allemande, après des combats vigoureux et des pertes notables est finalement repoussée du champ de bataille. Alors, sans être gênés, les Typhoons peuvent attaquer les unités blindées allemandes avec des fusées et leur armement de bord. Ils détruisent environ deux tiers des blindés. L'opération Liège a échoué.
L'enquête sur les épaves du champ de bataille par la RAF montrera plus tard que les véhicules ont été évacués d'avance par leurs équipages plutôt que détruits. Parmi ceux qui ont été détruits, une majorité l'a été par des canons antichars plutôt que par des fusées air-sol. On en conclut à un effet de démoralisation par les Typhoons arrivants, semblable à l'effet que l'on connaissait des bombardiers en piqué Junkers Ju 87.
Pour témoigner l'action des pilotes de Typhoon, a été érigé à Noyers-Bocage un monument où sont gravés dans du marbre noir les noms des 151 pilotes de Typhoon tombés entre mai et août 1944.

## Suites

### Mise en œuvre d'armes de représailles allemandes

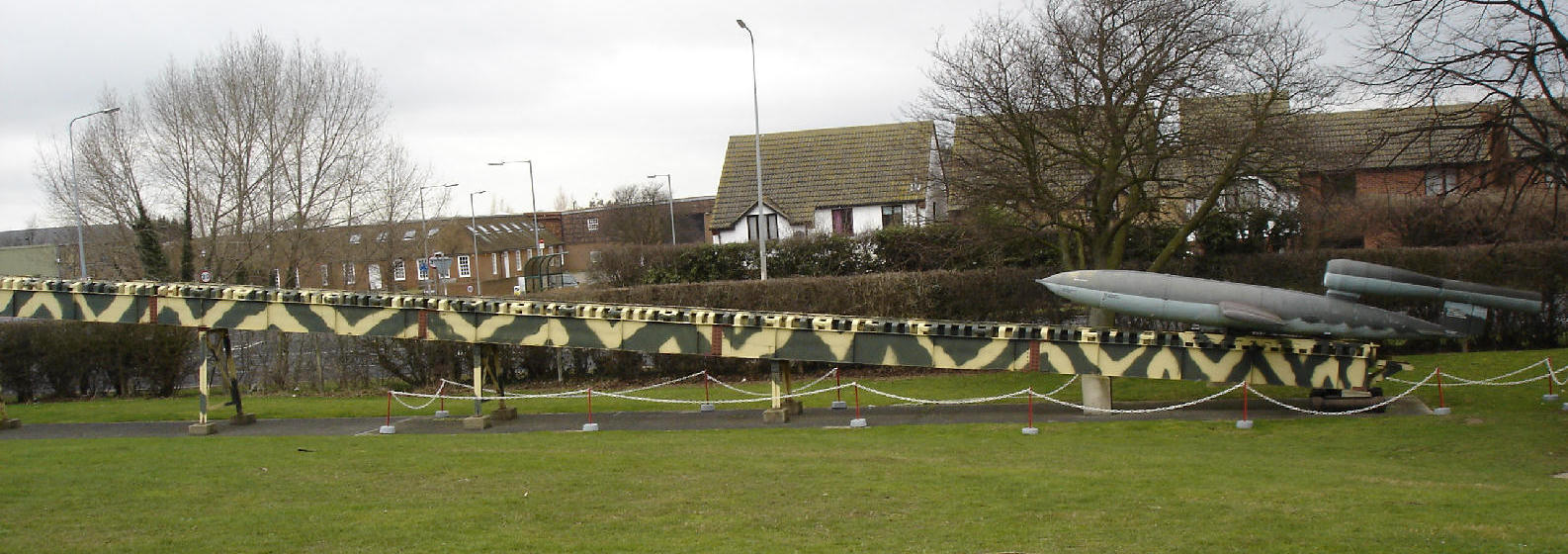
V1 sur sa rampe de lancement au Duxford Museum anglais.

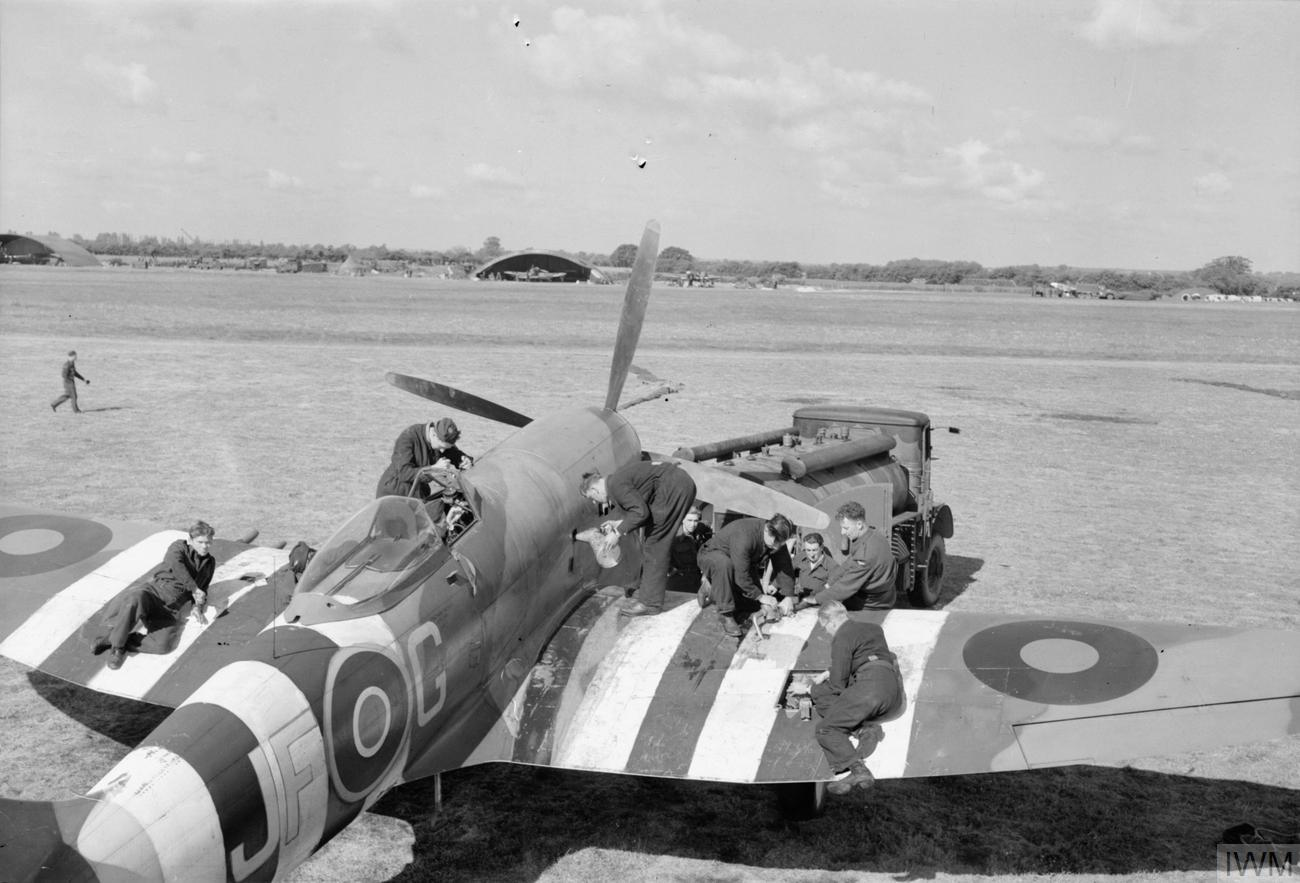
Un Hawker Tempest de la 2e Tactical Air Force est préparé pour la défense contre les V1, 12 juin 1944.

Les missiles V1 développés par l'Allemagne, sont engagés pour la première fois dans la nuit du 12 au 13 juin 1944 à partir de rampes de lancement sur la côte de la Manche vers Londres. Jusqu'à la conquête des rampes de lancement, le 6 septembre 1944, 3 mois après le débarquement, environ 8 000 V1 sont tirés, dont 29 % atteignent leur but. Pour la défense, ce sont surtout les rapides Hawker Tempest qui sont utilisés. Les attaques de V1 sur Londres tuent 6 184 civils, et en blessent grièvement 17 981 autres.
Pour la fusée supersonique V2 une rampe de lancement principale était planifiée à Saint-Omer dans le Pas-de-Calais, mais celle-ci ne peut pas être utilisée en raison des attaques aériennes répétées puis de la conquête par les troupes alliées. Le 8 septembre, le premier lancement de V2 est fait à partir d'une rampe de lancement mobile, à Gouvy en Belgique puis les fusées sont lancées à partir d'iles néerlandaises. Jusqu'au dernier tir, le 25 mars 1945, 2 724 personnes sont tuées par des V2 et 6 467 grièvement blessées. L'impact des V1 et des V2 dans le conflit est faible, l'espoir de Hitler que cette arme démoraliserait la population britannique est déçu mais elle mobilise des avions en Angleterre qui ne peuvent pas alors être mobilisés sur le front.

### 26/27 août — attaque aérienne allemande sur Paris
Après la conquête de Paris par les Alliés le 25 août 1944 au cours de la libération de Paris, 50 chasseurs de combat basés à Reims (flotte aérienne 3, lieutenant-général Deßloch) déversent des bombes sur la capitale dans la nuit du 26 au 27. Quelque 600 maisons prennent feu. L'attaque aérienne tue 213 personnes, et en blesse grièvement 914.

### Bilan des pertes
Du 6 au 30 juin 1944, les forces aériennes alliées perdent 1 284 avions, principalement par les batteries antiaériennes. En tout, ils effectuent 158 000 sorties.
Jusqu'à l'ouverture de la poche de Falaise à la fin d'août 1944, les pertes alliées s'élèvent à 4 099 avions et 16 674 hommes d'équipage. Parmi les avions perdus, 1 639 appartiennent à la classe des avions de chasse, des chasseurs-bombardiers ou des bombardiers moyens. En face, l'armée de l'air allemande a perdu 1 522 avions de chasse. Le taux de perte en avions de chasse en combat aérien direct était de 3 à 1 en faveur des Alliés, les deux tiers des avions de chasse et des chasseurs bombardiers alliés abattus ont été victimes des batteries antiaériennes allemandes, et dans une faible mesure également alliées. Le taux de perte des avions de chasse allemands s'explique parce que ces chasseurs ont attaqué principalement les unités de bombardement alliées et étaient alors attaqués par leurs escortes. Le taux de perte par sortie était six fois plus élevé pour les Allemands que pour les Alliés.
Tandis que les Alliés pouvaient remplacer leurs pertes matérielles par des voies d'approvisionnement intactes, les pertes de l'armée de l'air allemande n'étaient pour l'essentiel pas remplacées.
Bilan des pertes civiles françaises et des destructions de villes
À la suite des bombardements alliés, il y a eu 13 632 civils tués dans les départements normands, principalement le Calvados, la Manche et l'Orne, et 300 000 personnes ont été sinistrées ,.
450 villes et villages de Normandie ont été atteints, particulièrement Saint-Lô (400 morts et disparus), baptisée capitale des ruines, Coutances (309), Caen (1741), Rouen (883), Le Havre (1770), Lisieux (800), Aunay-sur-Odon (165), Vire (350), Falaise (350), Avranches (100), Valognes (200), Alençon (90), Argentan (90), Flers (116), Condé-sur-Noireau, (250), L’Aigle (120), Vimoutiers (200), Périers (107), Écouché (44), Bagnoles-de-l'Orne (33), Saint-Hilaire-du-Harcouët (35), Domfront (37), Thury-Harcourt, Mézidon. Évrecy, avec 62 morts pour 460 habitants, a été proportionnellement la plus touchée (13,5% de sa population),.